# Warlust
Warlust ist eine deutsche Black/Death-Metal-Band aus Hessen.

## Geschichte
Gegründet wurde Warlust im Jahre 2012. Die Musiker waren zunächst im thüringischen Ilmenau heimisch. Im Jahre 2014 wurde die erste Demo-Kassette mit dem Titel Unholy Attack über das Label Into Dungeons Records veröffentlicht. Neben Eigenkompositionen fand sich auf dieser Kassette auch ein Cover des Slayer-Songs Black Magic.
Nach einigen Live-Auftritten kam die Band bei Evil Spell/Undercover Records unter Vertrag und veröffentlichte im Jahre 2017 das erste Album mit dem Titel Morbid Execution auf Vinyl und CD. Im Jahre 2016 ersetzte Aeon das Gründungsmitglied Deathstrike an der Gitarre.
Nach Problemen mit dem Label wurde der Vertrag 2019 aufgelöst und im Jahre 2020 das zweite Album Unearthing Shattered Philosophies bei Dying Victims Productions ebenfalls auf Vinyl und CD veröffentlicht. Produzent hierbei war der Witchburner-Gitarrist Michael Frank.
Im Herbst 2024 erschien schließlich das dritte Werk der Band mit dem Titel Sol Invictus In Umbrae Satanae. Federführender Produzent hierfür war Marco Brinkmann von den Hellforge Studios in Essen.

## Stil
Das Szene-Online-Magazin FFM-Rocks beschreibt den Stil als „Aggressivität, Vielfalt und Dreckigkeit verbunden mit mörderischen Rhythmus-Tempowechseln“ und nennt als prägende Einflüsse Bands wie Desaster, Aura Noir, Deströyer 666, Nifelheim und Zemial oder auch norwegische Vorbilder wie beispielsweise die frühe Emperor. Lyrisch orientiert man sich nach eigenen Angaben an Nietzsche, Camus, Bukowski, aber auch an allgemeinen Themen wie Veränderungen, Pessimismus und historischen Ereignissen.

## Diskografie
Alben
- 2017: Morbid Execution (Album, Evil Spell/Undercover Records)
- 2020: Unearthing Shattered Philosohpies (Album, Dying Victims Productions)
- 2024: Sol Invictus In Umbrae Satanae (Album, Dying Victims Productions)